# Touchgrind
Touchgrind — компьютерная игра в жанре симулятора скейтбординга, разработанная шведской студией Illusion Labs для iOS и Android. Игра позволяет игрокам кататься на различных скейтбордах, выполнять трюки, набирать очки и участвовать в соревнованиях.
Продолжение, Touchgrind Skate 2, было выпущено 21 ноября 2013 года.

## Критика
| Иноязычные издания | Иноязычные издания  |
| Издание            | Оценка              |
| ------------------ | ------------------- |
| Macworld           | [ нет в источнике ] |

Macworld оценил игру на 4/5, написав: «Touchgrind — это весёлое, сложное приложение, которое использует новый подход к жанру скейтбординга. Обычные геймеры, привыкшие к блестящим трюкам и потрясающим визуальным эффектам, здесь этого не найдут. Однако игроки, которые ищут сложность и реалистичную физику, будут наслаждаться требовательным и захватывающим характером игры». AppSpy дал игре среднюю оценку 3/5, написав: «IllusionLabs явно усердно трудились, пытаясь воссоздать в игре всё замечательное, что есть в культуре скейтбординга». Рецензент также отметил, что в игре «потрясающе реалистичная физика по меркам игры для iPhone».